# Ramiz Abdyli
Ramiz Abdyli (* 10. November 1944 in Lojane, Königreich Jugoslawien) ist ein albanischer Wissenschaftler und Historiker. 2002 wurde er zum Rektor der Universität Tetovo berufen.

## Biografie
Die Grundschule und das Gymnasium besuchte er in seinem Heimatort Lojane beziehungsweise in der Stadt Kumanovo, wo er in dieser Zeit bei seiner Familie im Dorf lebte. Seine Studienzeit verbrachte er in Priština, die er auch in der Fachrichtung Philosophie an der Universität Priština im Jahre 1968 erfolgreich abschloss. 12 Jahre später, nachdem er den Master an derselben Universität wie seinen Studienabschluss holte, machte er im Jahre 1982 seinen Doktor auf dem Gebiet der Philosophie.

## Werke
- Kërkime historike, zusammen mit Masar Kodra, Reshat Nexhipi, Halim Purellku und Baki Halimi, 1996, ISBN 9989986002
- Lidhja Shqiptare e Prizrenit në burimet Angleze, Instituti i Historisë—Prishtinë, 2004, ISBN 9951409075
- The expropriation of the Albanian population and attempts for colonisation of Albanian territories (1918-1941) in The Kosova issue - a historic and current problem, Tirana 1996
- Zef Lush Marku, Pristinä: Rilindja, 1988
- Lidhja shqiptare e Prizrenit në burimet angleze Band 1 und 2, 2004, ISBN 9951-409-07-5.
- Lëvizja kombëtare Shqiptare, Band 1 und 2, 2004, ISBN 9951-409-09-1.